# Lo que vio el mayordomo

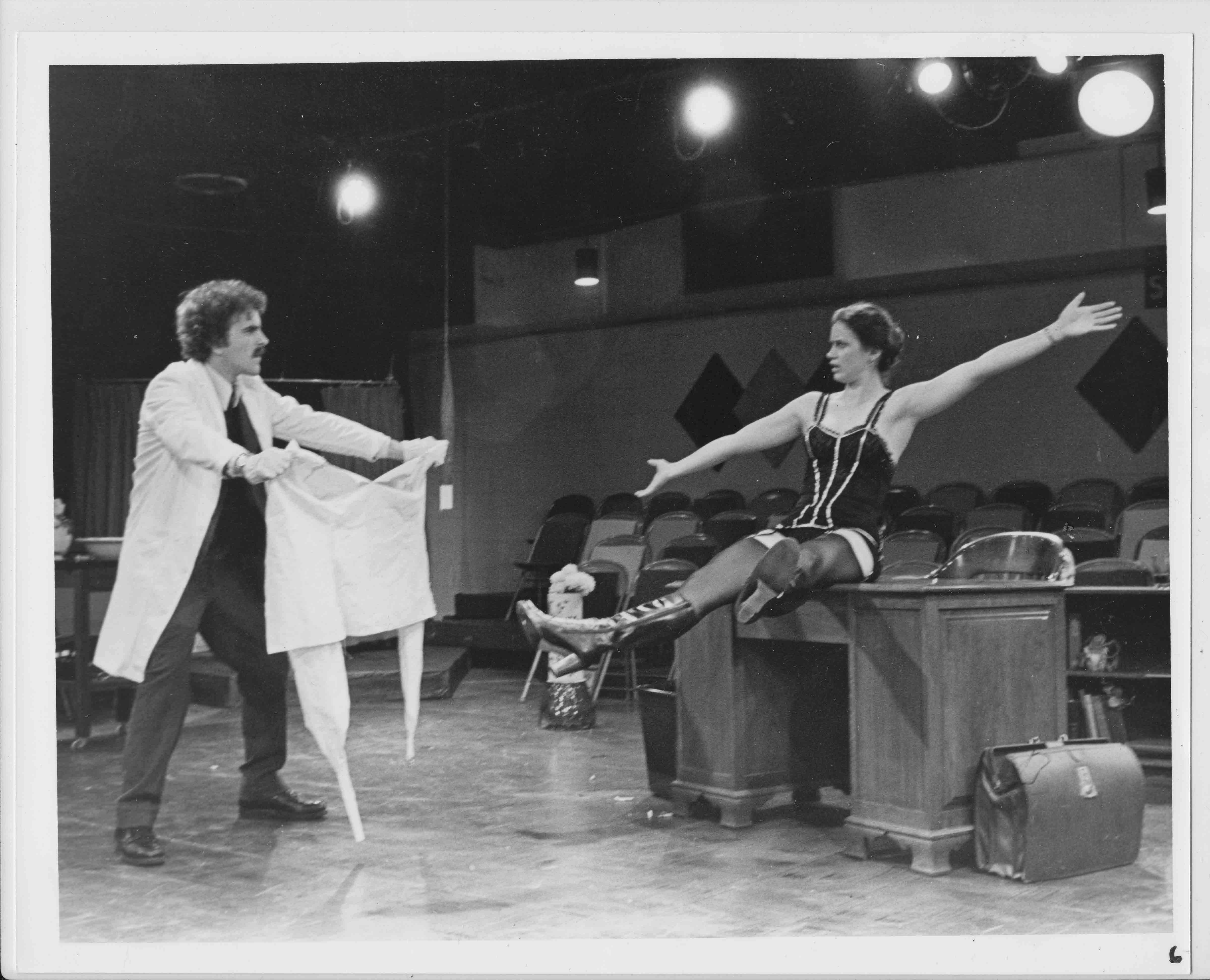
Imagen de una de las representaciones de la obra.

Lo que vio el mayordomo (What the Butler Saw en su idioma original) es una obra de teatro en dos actos del dramaturgo británico Joe Orton, estrenada en 1969.

## Argumento
La obra gira en torno al Dr. Prentice, un psiquiatra decidido a seducir a su atractiva secretaria Geraldine Barclay. La pieza se inicia con la entrevista de trabajo del doctor a Geraldine. Como parte de la entrevista, él la convence para desnudarse. La situación se vuelve más tensa cuando irrumpe la señora Prentice. El Doctor esconde a Geraldine tras una cortina. Por su parte, su esposa también está siendo seducida y chantajeada por un tal Nicholas Beckett, al que ha prometido el cargo de secretario, lo que añade mayor confusión, con Nicholas y Geraldine vistiéndose como el sexo opuesto. La clínica del Dr. Prentice, seguidamente, debe afrontar una inspección administrativa, dirigida por el Dr. Rance, en la que se pone de relieve el caos reinante. El Dr. Rance pone de manifiesto que la excéntrica situación le ha inspirado su nuevo libro sobre incesto, sodomía y prácticas sexuales atípicas. En la escena culminante, un pene es alzado en el escenario.

## Estreno
Estrenada en el Queen's Theatre de Londres el 5 de marzo de 1969, dos años después de la muerte del autor. Fue dirigida por Robert Chetwyn, con escenografía de Hutchinson Scott e interpretación de Stanley Baxter (Dr. Prentice), Julia Foster (Geraldine Barclay), Coral Browne (Mrs Prentice), Hayward Morse (Nicholas Beckett), Ralph Richardson (Dr. Rance) y Peter Bayliss (Sergeant Match).

## Reposiciones
En la capital británica volvió a representarse en varias ocasiones en 1979, 1986 (con Marc Lawrence, Helen Patton,  y David Solomon) y 1990 (con Gary Olsen, Sheila Gish, Joseph Maher y Clive Francis).
La obra se ha representado en cuatro ocasiones en el Off-Broadway neoyorquino: 1970, 1981, 1989 (con Joanne Whalley), 1995 (con David Tennant, John Alderton Nicola Pagett y Debra Gillett) y 2000 (con Dylan Baker y Chloe Sevigny). y 2012.
En Australia fue representada en 1987 en el Athenaeum Theatre de Melbourne por Kevin Harrington, Judith McGrath, Richard Piper y Shane Bourne y en 2004 en el Belvoir St. Theatre de Sydney por Max Gillies, Nicholas Eadie, Deborah Kennedy y Michael McCall.

## Representaciones en español
La obra se estrenó en España en el Teatro del Príncipe de Madrid en 1979, con dirección de Ventura Pons y contando entre sus intérpretes con Ismael Merlo, Carmen Bernardos, José María Caffarel, Yolanda Ríos, Agustín Poveda y Nicolás Mayo.
En 2015 se estrena en Madrid en el teatro Nuevo Apolo, después de haber estado de gira por España una nueva versión que llevó a cabo Julio Escalada a partir de la idea de Tomás Gayo.  La representaron Pep Munné, Marta Belenguer / Lola Baldrich / Paco Churruca / Luis Fernando Alvés, Carmen Barrantes / Carolina Lapausa, Raúl Mérida y Mundo Prieto, bajo la dirección de Joe O'Curneen.
Se ha representado en el Teatro Lola Membrives de Buenos Aires en 2012, interpretada por Enrique Pinti, Luis Luque, Alejandra Fletchner, Paula Castagnetti, Abian Vainstein y Andrés Portaluppi.